# Vrije val (natuurkunde)

Vrije val is de toestand waarin op een lichaam (voorwerp) geen enkele externe kracht wordt uitgeoefend, behalve de zwaartekracht (in de formulering van de wetten van Newton). De versnelling van het lichaam is in dit geval gelijk aan de valversnelling ten gevolge van de zwaartekracht, want er is geen andere kracht die deze beweging tegenwerkt.
In de context van de algemene relativiteitstheorie is hetgeen bij Newton zwaartekracht heet wiskundig en natuurkundig opgevat als een ruimte-tijdkromming. Op deze manier bekeken is er bij een lichaam in vrije val geen kracht aan te wijzen, die erop inwerkt.

## Voorbeelden
- Gooit iemand een steen van een toren, dan bevindt die steen zich in vrije val vanaf het moment dat hij wordt losgelaten, mits de luchtweerstand wordt verwaarloosd. Deze toestand duurt totdat de steen de grond raakt. Een lichaam in vrije val zal onvermijdelijk op de grond vallen, tenzij het, als een ruimtevaartuig, een grote snelheid heeft dwars op de zwaartekracht (zie derde voorbeeld).
- Men kan gedurende enkele minuten gewichtsloosheid opwekken door een vliegtuig in een paraboolbaan te brengen, zodanig dat het vliegtuig dezelfde baan volgt als een lichaam dat in vrije val is. Een voorwerp of persoon in het vliegtuig dat ook in vrije val is ondervonden relatief ten opzichte van het vliegtuig dan geen versnelling, dus ten opzichte van het vliegtuig staat het stil of het beweegt met constante snelheid tot het bij een wand aankomt.
- Deze beperkte tijdsduur geldt niet voor een ruimtevaartuig. Een ruimtevaartuig bevindt zich in vrije val vanaf het moment dat de raketmotor wordt uitgeschakeld (Brennschluss). Als het ruimteschip voldoende snelheid heeft voor een baan om de aarde, dan is het constant in een vrije val, zonder dat de afstand tot de aarde vermindert. De ruimtevaarders in het ruimteschip zijn dan gewichtloos, doordat ze geen enkele kracht voelen. Deze toestand kan in theorie eeuwig duren, al zal een ruimtevaartuig, vooral als het in een lage baan om de aarde is, na enkele jaren terugvallen naar de aarde.

## Parachutesprong
Onder parachutisten wordt de term "vrije val" gebruikt voor de periode tussen het springen uit een vliegtuig en het soms relatief lange tijd later openen van de parachute. Dit is een andere definitie van het woord "vrij": vrij van het gebruik van de parachute en ook vrij om capriolen te maken. Een geheel vrije val is het niet, want naarmate de parachutist snelheid krijgt, wordt de luchtweerstand groter–zo groot dat er van vrije val in natuurkundige zin geen sprake meer is, ook als de parachute nog niet geopend is.

## Tabel van valparameters
Onderstaande tabel toont in een precisie van drie cijfers met welke snelheid een voorwerp op aarde valt en hoelang de val duurt. Hierbij wordt uitgegaan van een zwaartekrachtversnelling van 9,81 m/s2. Een voorwerp dat van 5,00 centimeter hoogte valt, komt reeds met 0,990 m/s naar beneden. De gebruikte formules zijn:
g: zwaartekrachtversnelling, op aarde 9,81 m/s2.
h: hoogte in meters.
v: snelheid
m: massa van het lichaam (blijkt niet uit te maken in het ideale geval zonder luchtweerstand)
Potentiële energie bij het begin van de val: {\displaystyle mgh}, ofwel {\displaystyle gh} per kilogram.
Kinetische energie bij het einde van de val: {\displaystyle {\frac {mv^{2}}{2}}}, ofwel {\displaystyle {\frac {v^{2}}{2}}} per kilogram .
Deze twee energieën zijn zonder luchtweerstand aan elkaar gelijk door behoud van energie.
Hieruit kunnen de snelheid bij het neerkomen {\displaystyle v_{\text{eind}}}, gemiddelde snelheid {\displaystyle v_{\text{gemiddeld}}} en de valduur {\displaystyle t_{\text{val}}} berekend worden:
{\displaystyle v_{\text{eind}}={\sqrt {2gh}}}
{\displaystyle v_{\text{gemiddeld}}={\frac {v_{\text{eind}}}{2}}={\sqrt {\frac {gh}{2}}}}
{\displaystyle t_{\text{val}}={\frac {2h}{v_{\text{eind}}}}={\sqrt {\frac {2h}{g}}}}.
| hoogte | energie | snelheid bij neerkomen | valtijd |      | hoogte | energie | snelheid bij neerkomen | valtijd |
| m      | J/kg    | m/s                    | s       | m    | J/kg   | m/s     | s                      |         |
| 0,0500 | 0,491   | 0,990                  | 0,101   |      |        |         |                        |         |
| 0,500  | 4,91    | 3,13                   | 0,319   |      |        |         |                        |         |
| 1,00   | 9,81    | 4,43                   | 0,451   | 10,0 | 98,1   | 14,0    | 1,43                   |         |
| 2,00   | 19,6    | 6,26                   | 0,639   | 20,0 | 196    | 19,8    | 2,02                   |         |
| 3,00   | 29,4    | 7,67                   | 0,782   | 30,0 | 294    | 24,3    | 2,47                   |         |
| 4,00   | 39,2    | 8,86                   | 0,903   | 40,0 | 392    | 28,0    | 2,86                   |         |
| 5,00   | 49,1    | 9,90                   | 1,01    | 50,0 | 491    | 31,3    | 3,19                   |         |
| 6,00   | 58,9    | 10,8                   | 1,11    | 60,0 | 589    | 34,3    | 3,50                   |         |
| 7,00   | 68,7    | 11,7                   | 1,19    | 70,0 | 687    | 37,1    | 3,78                   |         |
| 8,00   | 78,5    | 12,5                   | 1,28    | 80,0 | 785    | 39,6    | 4,04                   |         |
| 9,00   | 88,3    | 13,3                   | 1,35    | 90,0 | 883    | 42,0    | 4,28                   |         |
|        |         |                        |         |      | 100    | 981     | 44,3                   | 4,52    |

## Inhomogeen zwaartekrachtsveld
In het bovenstaande was sprake van een homogeen zwaartekrachtsveld. Dat betekent dat de zwaartekracht overal even sterk is en dezelfde richting heeft. In een klein gebied is dat meestal bij benadering het geval, maar in een groot gebied niet meer. In een niet-homogeen zwaartekrachtsveld bestaat vrije val nog steeds, maar het getijdenveld van de gravitatiekracht geeft wel mechanische spanning.
Bijvoorbeeld: de aarde is in vrije val om de maan, maar doordat de aarde zo groot is, is het zwaartekrachtsveld niet meer homogeen te noemen. Het gevolg is dat de aarde enigszins uit elkaar wordt getrokken, wat merkbaar is aan de getijden. Bovendien treedt er wrijving op waardoor de aarde steeds langzamer gaat draaien. Het omgekeerde geldt natuurlijk ook: de maan is in vrije val om de aarde en de draaiing van de maan is momenteel al tot stilstand gekomen, zodat de maan  altijd dezelfde zijde naar de aarde keert. In extreme gevallen kan het gebeuren dat de getijdenkrachten zo groot zijn dat een lichaam (bijvoorbeeld een komeet, of de maan van een planeet) in stukken wordt getrokken, zoals Komeet Shoemaker-Levy 9. Bij een val in een zwart gat treedt spaghettificatie op.
Voor de tijd die een verticale val over een gegeven afstand duurt, zie tweelichamenprobleem.